# Хофкирхен-бай-Хартберг
Хофкирхен-бай-Хартберг (нем. Hofkirchen bei Hartberg) — коммуна в Австрии, в федеральной земле Штирия. 
Входит в состав округа Хартберг.  Население составляет 632 человека (на 31 декабря 2005 года). Занимает площадь 6,62 км². Официальный код  —  60 713.

## Политическая ситуация
Бургомистр коммуны — Херберт Мауэрхофер (АНП) по результатам выборов 2005 года.
Совет представителей коммуны (нем. Gemeinderat) состоит из 9 мест.
- АНП занимает 8 мест.
- СДПА занимает 1 место.